# المعمر الاسفل (أفلح الشام)

تعديل مصدري - تعديل

المعمر الاسفل هي إحدى قرى عزلة بني الحارث بمديرية أفلح الشام التابعة لمحافظة حجة، بلغ تعداد سكانها 195 نسمة حسب تعداد اليمن لعام 2004.